# بنجامين جي. أور
بنجامين جي. أور هو سياسي أمريكي، ولد في 1762 في فرجينيا في الولايات المتحدة، وتوفي في 10 أبريل 1822. انتخب عمدة واشنطن العاصمة.